# Centro Médico Nacional de Occidente
El Centro Médico Nacional de Occidente, también conocido por sus siglas como CMNO, es un complejo hospitalario público perteneciente al Instituto Mexicano del Seguro Social localizado en la ciudad de Guadalajara, Jalisco al occidente de México. Se encuentra en actividades desde 1967, año en que se fundaron las Unidades Médicas de Alta Especialidad correspondientes al Hospital de Pediatría y al Hospital de Gineco-Obstetricia. Además de estas dos unidades, el complejo médico se compone del Hospital de Especialidades, el Centro de Investigación Biomédica de Occidente (CIBO), la Unidad de Medicina Familiar No. 3 (UMF No. 3), el edificio administrativo de la Delegación en Jalisco del IMSS, el Servicio Nacional de Radioneurocirugía y el Centro de Investigación Educativa y Formación Docente (CIEFD). La función de este complejo hospitalario es brindar atención médica de alta y muy alta especialidad a los afiliados al IMSS que habitan en los estados mexicanos de Jalisco, Nayarit, Colima y Michoacán, aunque en ocasiones también atiende a habitantes del noroeste del país.
De acuerdo con datos del 2021 proporcionados por el IMSS, el CMNO tiene más de 17 millones de usuarios potenciales. Dicha cifra representa cerca del 30 por ciento de los derechohabientes con los que cuenta la institución a nivel federal.  

## Historia
El primer intento del Instituto Mexicano del Seguro Social (IMSS) en establecer un hospital de tercer nivel en el occidente de México data de 1958, cuando se adquiere el Hospital Ayala por la cantidad de 5 millones de pesos. Dicho hospital fue entonces renombrado Hospital Regional de Occidente y posteriormente Hospital General Regional n.º 45, siendo este el primer hospital operado por el IMSS en el estado de Jalisco. El hospital brindaba atención de segundo nivel a la población del occidente y noroeste del país, y se apoyaba del Centro Médico Nacional de la Ciudad de México para brindar atención de tercer nivel; sin embargo, pronto su capacidad de atención se vio rebasada.
Debido al incremento de la demanda de servicios sanitarios por parte de los afiliados al IMSS en el occidente del país, el médico Joaquín Bernal Navarro inicia el proyecto de descentralización de los servicios de salud de alta especialidad fuera de la Ciudad de México. De esta manera, en 1967 se fundó y puso en funciones el actual Hospital de Pediatría y el Hospital de Gineco-Obstetricia, junto con la entonces Clínica A (actual Unidad de Medicina Familiar No. 3), dando origen al Centro Médico Nacional de Occidente.
Una vez que los servicios de ginecología, obstetricia y pediatría fueron trasladados al nuevo centro médico, el Hospital Ayala se convirtió en el Hospital General Regional de Alta Especialidad del Noroccidente. Con el tiempo, este hospital de tercer nivel fue rebasado surgiendo la necesidad de crear un nuevo centro sanitario. Por dicho motivo se inició el proyecto de construcción del actual Hospital de Especialidades, mismo que se inauguró el 1º de octubre de 1977 por el entonces presidente de México José López Portillo tras 10 años de trabajos. El Hospital de Especialidades fue nombrado "Lic. Ignacio García Téllez", en honor de quien fuera el segundo director general del IMSS. Cabe mencionar que este hospital fue la primera Unidad Médica de Alta Especialidad, de la red de hospitales del IMSS, establecida en el estado de Jalisco.
En 1976, se funda la Unidad de Investigación Biomédica de Occidente (UIBO) con la finalidad de realizar procesos de investigación en los campos de la genética, embriología, patología y bioquímica. En 1989, el IMSS inicia el proceso para integrar unidades de investigación a sus centros de atención de tercer nivel, dando como resultado la transformación de la UIBO en el actual Centro de Investigación Biomédica de Occidente (CIBO) en 1993. En el 2000, el CIBO es dotado del primer secuenciador automatizado de ADN del occidente del país y el tercero a nivel nacional. En 2009, durante la pandemia de influenza, se desarrolla el laboratorio de diagnóstico molecular para diversos virus, el cual sirve de apoyo para los estados del noroeste y occidente del país. Desde su creación, el CIBO ha colaborado en la descripción de más de 20 síndromes genéticos nuevos en la población mexicana. Actualmente, además de su labor de investigación, el CIBO sirve de apoyo a los tres hospitales del centro médico para diversos estudios de alta complejidad diagnóstica.
El Servicio Nacional de Radioneurocirugía es inaugurado en el 2005 por el entonces gobernador de Jalisco, Francisco Ramírez Acuña, con la finalidad de detectar y tratar tumores cerebrales mediante el uso de focalizado de radioterapia a altas dosis. Al momento de su inauguración, este servicio fue único en su tipo en México y América Latina.

## Unidades
El Centro Médico Nacional de Occidente está compuesto por diferentes unidades hospitalarias y de investigación que funcionan de forma autónoma o dependientes de la Delegación Jalisco del IMSS, entre esas unidades se encuentra el Hospital de Especialidades, el Hospital de Pediatría, el Hospital de Gineco-obstetricia y el Centro de Investigación Biomédica de Occidente.

### Hospital de Especialidades "Lic. Ignacio García Téllez"
Fundado en 1977, actualmente ofrece atención de alta especialidad a personas mayores de 16 años en el campo de 36 especialidades médicas. Cuenta con 528 camas censables, 64 consultorios de especialidad, 10 salas de rayos X y 16 quirófanos. Al año, según estimaciones de 2017, otorga un aproximado de 213 mil consultas de especialidad y 22 mil consultas de urgencias. Para el año 2017 (con 30 años de servicio) se estimaba que el hospital había realizado 2.041 trasplantes de riñón, 500 mil procedimientos quirúrgicos y 6 millones de consultas médicas. El hospital, funge como hospital escuela de numerosos posgrados de especialidad y subespecialidad médica, avalados por la Universidad de Guadalajara, cada año egresan cerca de 116 médicos especialistas de este hospital. 
El edificio que alberga el Hospital de Especialidades cuenta con una superficie construida de 49 360 metros cuadrados. La planta baja alberga las unidades de rehabilitación y medicina física, así como la unidad de hemodinamia. La planta principal alberga la unidad de cuidados intensivos, la unidad de cuidados coronarios, la unidad de cuidados postquirúrgicos, la unidad de pacientes quemados, los quirófanos, la unidad de imagenología y radiodiagnóstico, laboratorio clínico y la Unidad de Atención Médica Continua. La consulta externa se encuentra en un edificio anexo de 4 plantas. La Unidad de Atención Médica Continua consta de área de triaje, consultorio de medicina de urgencias, consultorio de urgencias de cirugía plástica, consultorio de urgencias de otorrinolaringología, consultorio de urgencias de oftalmología, área de observación a pacientes politraumatizados, área de choque, área de observación y de corta estancia para adultos, así como quirófanos de urgencias. El área de hospitalización se encuentra en una torre de 13 pisos en la que se encuentran la unidad metabólica, la unidad de pacientes postrasplantados, la unidad de hemodiálisis, entre otras.  
El hospital es sede del programa de trasplantes del CMNO con el cual (según cifras de 2015) se han realizado 3 977 trasplantes de riñón, 746 de córnea, 82 de hígado, 24 de corazón, 63 de médula ósea, dos combinados de hígado y riñón y cinco combinados de riñón y páncreas. El programa de trasplante de renal de CMNO es el más grande de su tipo en el país. En 2013, de acuerdo con el Centro Nacional de Trasplantes (CENETRA), se realizaron 270 trasplantes de este tipo en el Hospital de Especialidades, lo que corresponde al 10% del total nacional para ese año (2 707).
A partir de abril de 2020, ha sido reconvertido como centro hospitalario para atención de pacientes con COVID-19 durante la pandemia por dicha enfermedad.

### Hospital de Pediatría
Fundado en 1967, el Hospital de Pediatría de CMNO ofrece atención médica a personas menores de 16 años a través de 34 especialidades médicas pediátricas. Según datos de 2017, este hospital diariamente brinda atención a través de 370 consultas de especialidad, 50 consultas de urgencias y 30 procedimientos quirúrgicos en promedio. El área de hospitalización se encuentra en un edificio de 6 plantas donde se cuenta con: unidad de cuidados intensivos neonatales, unidad de cuidados intensivos pediátricos y quirófanos. Asimismo, se cuenta con un área de consulta externa y de urgencias pediátricas. 

### Centro de Investigación Biomédica de Occidente
Fundado en 1976 como Unidad de Investigación Biomédica de Occidente y convertida en 1993 en Centro de Investigación Biomédica de Occidente (CIBO). Actualmente, el CIBO es reconocida como la unidad más grande en su tipo entre los cinco centros similares con los que cuenta el IMSS. Cuenta con 31 investigadores pertenecientes al Sistema Nacional de Investigadores del CONACYT. El centro se encuentra en un edificio de 2 500 metros cuadrados, donde además de realizarse actividades de investigación, se lleva a cabo la formación de recursos humanos especializados provenientes del país y del extranjero. Dentro de sus funciones, también se encuentra el apoyo a los afiliados del IMSS con estudios de citogenética, diagnóstico de anomalías cromosómicas, estudios de tamizaje metabólico y tipificación de resistencia a antirretrovirales.
Desde la pandemia de influenza de 2009, cuenta con un laboratorio especializado en el diagnóstico molecular de enfermedades virales conocido como Laboratorio de Apoyo para la Vigilancia Epidemiológica, el cual cuenta con reconocimiento por parte del Instituto de Diagnóstico y Referencia Epidemiológicos. Durante la pandemia por COVID-19, el CIBO ha servido como centro de diagnóstico molecular de casos positivos por dicha enfermedad.

### Unidad de Medicina Familiar No. 3
Inicialmente inaugurada como "Clínica A" en 1967 con la finalidad de ayudar con la saturación que presentaba el entonces Hospital Regional de Alta Especialidad del Noroccidente (hoy Hospital General Regional n.º 45). Actualmente, esta unidad ofrece servicios de atención médica primaria a través de consulta de medicina familiar, medicina preventiva, nutrición, estomatología y servicios de urgencias de nivel básico.  